# Arctosa brevialva
Arctosa brevialva là một loài nhện trong họ Lycosidae.
Loài này thuộc chi Arctosa. Arctosa brevialva được Pelegrin Franganillo-Balboa miêu tả năm 1913.